# 뉴사우스웨일스 대학교
뉴사우스웨일스 대학교(The University of New South Wales, 약칭 UNSW 혹은 New South)는 오스트레일리아의 뉴사우스웨일스주의 시드니에 위치한 호주의 연구중심 대학이다. 뉴 사우스 웨일스 대학은 같은 도시의 라이벌 시드니 대학과 함께 “그룹 오브 에이트 (Group of Eight, 오스트레일리아 내 8개 명문 대학 모임)”의 멤버이며 국제 우수 대학들의 연맹인 Universitas 21의 창립멤버이다.
1949년 설립된 이후 비교적 짧은 역사에도 불구하고 학술적인 성과, 교수법, 연구 실적등에 의해 오스트레일리아와 아시아태평양지구에서 명문 대학 중 하나로 여겨져 뉴사우스웨일스주 상위 고등학생들의 선호도가 높은 대학이다. (2000년에는 호주 뉴사우스웨일스주의 수능이라고 말할 수 있는 HSC에서 만점을 받은 22명의 고등학생중 17명이 뉴사우스웨일스대학을 선택하였고, 지금도 NSW주의 최상위권 수험생 중 절반 이상이 UNSW를 1순위 대학으로 선택하고 있다). 뉴사우스웨일스 대학은 공과대학이 모체였던 만큼 대체 에너지, 나노 테크놀로지, IT, 화학공학, 건축 환경 등의 이공분야, 그리고 경영학, 사회 과학에서도 높은 명성을 가지고 있다. 특히 이 학교의 경영학과 Australian School of Business는 호주의 경영학부 및 MBA과정에서 1위로 평가받고 있으며, 최근 한국의 KAIST MBA와 복수학위 협정을 맺는 등 아태 지역에서도 높은 위치를 자랑한다. 또한 이 학교의 대체에너지 학과는 세계 1위 태양전지 업체인 Suntech Power의 설립자이자 회장인 Dr. Shi를 배출했고, 2009년에는 대한민국의 이명박 대통령이 방문하는 등 세계적으로 인정을 받고 있다.
대학 내 유학생의 재적률은 다른 오스트레일리아의 주요 대학들과 비교해서 높은데 특히 홍콩을 비롯한 아시아에서의 유학생의 수가 많은 편이다. 총 학생수는 40,000명 정도로 대학원생들의 비중이 높다. 5,000명을 넘는 풀 타임의 스탭이 76개의 스쿨, 69개의 연구센터, 6개의 기관, 4개의 대학부속 병원, 8개의 학생 기숙사 및 그 외 많은 운영 기관이 이 대학에 소속하고 있다.
2018년 QS사가 세계 500여개 대학을 대상으로 선정하는 세계대학랭킹(구 THES-QS World University Ranking)에서 45위에 랭크되었다. 특히 정부로부터 미술교육을 위한 대규모 지원을 받아 2012년 새롭게 완공된 Art & Design 캠퍼스와 꾸준한 미술교육시스템 확대를 통하여 2017년 QS 세계대학랭킹 Art & Design부문 20위에 오른바 있다.
2025년 QS World University Rankings 2025: Top global universities 에 따르면 UNSW는 종합 점수 87.1 점을 획득하여 1,500여개 이상의 대학교 중 18위로 평가 받았다.

## 역사
뉴 사우스 웨일스 대학은 제 2차 세계 대전이후 늘어나는 이공계에 대한 관심과 수요를 충족하기 위하여 '시드니 기술 대학'을 바탕으로 설립되었다. 이는 1949년 대학이 처음 설립되었을 때 썼던 이름인 뉴 사우스 웨일스 공과대학(New South Wales University of Technology)라는 이름에서도 확인할 수 있다. 뉴사우스웨일스 주정부는 처음 대학을 설립할 당시 새 캠퍼스를 짓지 않고 이미 존재하고 있던 시드니 기술 대학을 확장하는 안을 선택하였는데 처음 학교가 설립될 당시의 학생수는 토목공학과, 전기공학과, 기계공학과, 채광학과에 총원 46명이었다고 한다. 1951년 뉴사우스웨일스 주 의회는 새로운 법령에 의해 대학의 캠퍼스를 시드니 중심가에서 5 km 떨어진 켄싱턴으로 옮기는 안을 의결함에 따라 대학은 현재의 캠퍼스에서 확장을 계속하게 되었고 본래 대학이 위치해 있던 울티모는 이후 설립된 시드니 공과대학교(UTS)의 캠퍼스 부지가 되게된다.
1951년과 1965년에는 각각 울런공과 뉴캐슬에 캠퍼스를 설립하게 되는데 이는 현재의 울런공 대학교와 뉴캐슬대학교로 운영되게 된다.
1958년 뉴사우스웨일스 대학은 예술대학과 의과대학 그리고 법과대학을 설립하게 되고 대학의 명칭을 현재의 뉴사우스웨일스 대학으로 바꾸게 된다. 이공계에 강한 관심을 가지고 지속적인 투자를 했던 뉴사우스웨일스 대학은 지속적인 성장을 계속하게 되어 1968년에는 학생수가 15,000명 이상으로 비약적으로 증가하게 된다.
2007년에는 싱가폴에 캠퍼스를 확장했으나 예상보다 낮은 학생수와 재정상의 이유로 한학기만에 문을 닫았다. 같은 해 6월에는 1억 달러(호주달러 기준. 한화 약 1,000억 원)를 들여 새로운 암센터를 설립하는 계획을 발표하였으며 이는 오스트레일리아 내에서 최초로 성인과 유아 모두에게 한 센터에서 임상치료를 제공하는 센터가 된다.
2009년 대한민국의 이명박 대통령이 대학을 방문하였고 같은 해 미국 마이크로소프트사의 전 CEO인 빌 게이츠가 HIV 연구를 위해 1천 800만 달러(약 170억 원)를 기부하였다. 이는 호주 대학 기부금 역사상 역대 최고이다. 종전 최고 기록은 유통재벌 웨스트필드의 회장 프랭크 로위가 뉴사우스웨일스대에 기부한 것으로 1,000만 달러(약 95억 원)이었다.

## 대학 순위 및 평가
| 항목/년도             | 2011 | 2010 | 2009 | 2008 | 2007 |
| --------------------- | ---- | ---- | ---- | ---- | ---- |
| 사회과학 분야         | 35   | 33   | 35   | 28   | 30   |
| 공학 및 정보기술 분야 | 39   | 42   | 33   | 29   | 28   |
| 생명과학의학 분야     | 48   | 46   | 43   | 50   | 50   |
| 자연과학 분야         | 54   | 53   | 45   | 39   | 58   |
| 인문 및 예술 분야     | 61   | 78   | 52   | 51   | 35   |
| 종합                  | 49   | 46   | 47   | 45   | 44   |

2017년, 뉴사우스웨일스 대학교는 Art & Design 부문에서 세계 20위를 기록하였다.
2013년, 가을 학기부터 한국의 KAIST MBA와 복수학위 프로그램을 운영하기로 하고, MOU를 체결하였다.
2012년, 뉴 사우스 웨일즈 대학교는 Accounting and Finance 부문에서 세계 23위를 기록하였다.
2011년, QS 세계 대학 순위에서 이 대학 경영학부 인 Australian School of Business의 Accounting and Finance 부문을 세계 22위로 랭크 하였다. 이는 미국의 듀크, 코넬 보다 높은 순위이며, NYU, 프린스턴 보다는 조금 낮은 순위이다. 같은 해, Australian School of Business의 MBA 과정은 영국의 Financial Times에 의해 세계 35위로 랭크 되었는데, 이는 호주 대학의 MBA과정 중 1위에 해당한다.
2010년 Excellence in Research for Australia 보고서에 따르면, 뉴 사우스 웨일즈 대학교는 호주의 41개 대학 교육기관 중 최고높은 순위를 차지 하였으며, 모든 연구 분야의 세계적인 표준과 비교하여 '같은 수준, 월등, 또는 매우 월등' 하다는 평가를 받았다. 뉴 사우스 웨일즈 대학교는 연구중심 대학의 명성과 더불어 산학연계에 가장 강하다는 평가를 받고 있으며, 2010년에 또다시 호주 연구 위원회 (Australian Research Council)로부터 호주의 모든 대학들 중 가장 높은 수준의 펀딩을 받았다.
2009년, 영국의 파이낸셜 타임즈는 뉴사우스웨일스 대학의 글로벌 MBA와 최고경영자 MBA과정을 각각 세계에서 32위, 23위로 평가했다. 이는 호주1위이며, 호주 내 대학중 유일하게 MBA과정이 7년 연속으로 순위안에 든것이다. 또한, 더 타임스지가 QS(Quacquarelli Symonds)사와 공동으로 전 세계 600여개 대학을 대상으로 선정하는 World University Ranking 세계대학랭킹에서 대한민국의 서울대학교와 함께 공동 47위에 랭크되었다. 2010년부터는 더 타임즈와 QS사가 별개로 랭킹을 발표하며 UNSW는 전년보다 소폭 상승한 46위를 기록하였다.
2008년, 뉴 사우스 웨일즈 대학교는 호주의 대학종합평가 기관에서 발행한 Good University Guide에서 뉴사우스웨일스대학은 9개의 부문에서 별5를 받아 다른 그룹 오브 에이트 대학과 비교해서도 뛰어난 평가를 받았으며 종합평가에서도 오스트레일리아 내에서 가장 우수한 대학 중 하나라는 평가를 받았다. 상세부분에서는 학생선호도, 졸업생연봉, 연구기금, 학생-교직원 비율, 문화 다양성, 성비균형 그리고 유학생 등록생 수에서 최고 점수를 받았다. 같은해, 학술정보부문 민간기관인 톰슨 사이언티픽(Thomson Scientific) 사에서는 뉴사우스웨일스대학을 시드니 대학교와 멜버른 대학교와 함께 수학, 정신의학 그리고 심리학 분야에서 오스트레일리아를 선도하는 대학으로 평가하였다. 또한 컴퓨터 사이언스, 공학, 수학, 심리학 분야에서 2002년부터 2009년까지 7년간 호주의 대학중 학술지에서 피인용 실적이 가장 많은 대학으로 선정되었다. 또한, 호주 연구 협의회에서 호주 내 타 대학들과 비교해서 가장 많은 액수인 백만불의 연구기금을 받았으며 이는 마틴 그린 교수가 연구중인 차세대 실리콘 태양전지 팀이 수상했다.
2000년, 아시아 위크지는 뉴사우스웨일스대학을 아시아-태평양 지역에서 10대 대학으로 평가하였다.

## 학부
- Australian School of Business (ASB) - 경영대학
- Faculty of Arts and Social Sciences - 사회과학대학
- Faculty of Engineering - 공과대학 보관됨 2017-03-03 - 웨이백 머신
- Faculty of the Built Environment (FBE) - 건축환경대학
- Faculty of Law - 법학대학
- Faculty of Medicine - 의과대학
- Faculty of Science - 이과대학
- Faculty of Art & Design - 예술대학
- Australian Defence Force Academy (ADFA) - 호주국방대학 보관됨 2014-01-26 - 웨이백 머신

## 캠퍼스
뉴사우스웨일스 대학의 메인 캠퍼스는 시드니 중심가에서 멀지 않은 켄싱턴에 위치하고 있으며 예술대학(Art & Design)의 캠퍼스는 역시 메인 캠퍼스에서 멀지 않은 페딩턴 지역에 위치하고 있다. 제휴기관인 호주국방대학의 경우 호주의 수도 캔버라에 위치하고 있으며 그 외에도 쿠지, 보타니, 리틀베이, 디와이, 코완, 맨리베일 그리고 포워스 갭에 소규모의 캠퍼스와 센터를 두고있다.
대학의 메인 캠퍼스는 흔히 Upper Campus와 Lower Campus로 둘로 나뉘어 불리는데 한쪽 끝에서 반대편 끝까지 가는 대에는 도보로 약 15분~20분의 시간이 소요된다. 캠퍼스의 중앙에는 대학의 상징이라고도 할 수 있는 Scientia building과 UNSW Quadrangle이 위치하고 있다. 대학의 주변에는 각 기숙사들과 함께 민간 편의 시설 및 버스 정류장등이 있다.

## 기숙사
- Philip Baxter College (직영)
- Basser College (직영)
- Goldstein College (직영)
- New College (기독교 계열)
- Warrane College (천주교 계열)
- International House (IH)
- Shalom College (유대교 계열)
- Creston College (천주교 계열)

## 나라별 대학과의 관계

### 대한민국
현재 UNSW는 한국의 대학 중 아래 9개의 대학과 상호 학생의 교환 및 공동 연구를 목적으로 교류 협정을 맺고 있다.
- 서울대학교
- 연세대학교
- 고려대학교
- 포항공과대학교
- 한국과학기술원(KAIST)
- 성균관대학교
- 한양대학교
- 이화여자대학교
- 경희대학교
- 부산대학교
- (영어) UNSW와 교류 협정을 맺은 학교들의 리스트

## 같이 보기
- 그룹 오브 에이트 (Group of Eight)
- 우니베르시타스 21